# Xavier Vieira
Xavier Vieira (* 14. Januar 1992) ist ein andorranischer Fußballspieler.

## Karriere
Vieira begann seine Karriere 2013 bei Atlético Monzón. Für die U-21 von Andorra bestritt er 16 Spiele und erzielte am 3. März 2010 ein Tor gegen Moldawien, das Spiel verlor Andorra mit 1:3. Am 15. Oktober 2013 gab er sein Debüt für die erste Mannschaft gegen Ungarn, als er in der 80. Minute für Carlos Peppe eingewechselt wurde, das Spiel verlor Andorra mit 0:2.